# 어니스트 맹널
제임스 어니스트 맹널 (James Ernest Mangnall, 1866년 1월 4일 ~ 1932년 1월 13일)은 잉글랜드의 축구 감독이다. 그는 번리 FC에서 감독직을 처음 시작하였다. 그 후, 1903년부터 1912년까지 맨체스터 유나이티드 FC의 감독으로 일했고, 1912년부터 1924년까지는 맨체스터 시티 FC의 감독으로 일했다. 그는 유일하게 맨체스터의 두 팀에서 모두 감독을 지낸 기록을 가지고 있다.

## 감독 경력

### 번리 FC
맹널은 잉글랜드의 랭커셔주에 속한 볼턴 지방에서 태어났으며, 그곳에서 (당시) 아마츄어 축구단이었던 볼턴 원더러스 FC의 골키퍼와 디렉터 역할을 맡았다. 1900년에 그는 축구 감독의 경력을 번리 FC에서 처음으로 시작하였다. 번리에 부임하였을 때, 그는 전임 감독인 해리 브래드쇼 (Harry Bradshaw)를 뒤잇는 두 번째 공식 감독이 되었다. 그가 처음 부임하였을 때는 팀이 풋볼 리그 1부에서 강등권에 위치해 있었고, 1899-1900 시즌이 마지막이 약 한달정도만 남겨진 상황이었다. 기록에 따르면, 강등을 피하는 것이 거의 불가능한 상황에 있었다. 결국, 1900년 4월 28일에 노팅엄 포리스트 FC에게 0-4의 점수로 패배한 경기에서 번리 FC의 풋볼 리그 2부로의 강등이 확정되었다.
1899-1900 시즌이 끝난 뒤에 맹널은 세 명의 선수들을 영입하였으며, 그들은 헨리 콜린스 (Henry Collins), 지미 린드세이 (Jimmy Lindsay), 조지 록하트 (George Lockhart)였다. 그들이 영입되고 시작된 첫 시즌 (1900-1901)에 번리 FC는 풋볼 리그 2부에서 3위로 시즌을 마쳣고, 그 이듬해에는 9위로 마쳤다. 1902-1903 시즌에는 성적이 침체되었는데, 번리는 풋볼 리그 2부의 최하위로 시즌을 마쳤고, 이것으로 인해 번리의 보드진들이 재선출되게 되었다. 재선출된 보드진 아래에서 맹널은 계속 번리의 감독으로 다음 시즌을 시작하였다. 그러나, 1903년 10월에 그는 감독직을 그만두고 풋볼 리그 2부의 라이벌 팀이었던 맨체스터 유나이티드 FC로 옮겨 갔다.

### 맨체스터 유나이티드 FC
그는 맨체스터 유나이티드 FC의 세 번째이자, 사무총장 (Secretary)이자, 뉴턴 히스에서 맨체스터 유나이티드로 이름을 개명한 이래 두 번째 사무총장이 되었다. (공식적으로, '감독'이라는 직함은 잭 롭슨이 부임하기 전까지 사용된 적이 없었다.) 그는 맨체스터 유나이티드 역대 감독 (통계 참조) 중에서 처음으로 트로피를 획득한 감독이자, 역대 감독 중에서 세 번째로 많은 트로피를 획득한 감독으로 기록된다. 풋볼 리그 1부에 맞은 첫 시즌 (1906-07)에, 그는 팀을 중위권으로 이끌었다. 그리고 두 번째 시즌 (1907-08)에는 풋볼 리그 1부에서 구단 역사상 최초로 우승하였고, 이때 승점은 애스턴 빌라 FC에 9점 앞선 52점 (시즌 총 38경기 23승 6무 9패)을 기록하였다. 1908-09 시즌에는 다시 중위권으로 내려왔으나 FA컵 (잉글랜드)의 결승전에 올랐고, 브리스틀 시티 FC를 상대로 샌디 턴불의 골로 1-0으로 승리하여 우승하였다. 1909-10 시즌에는 우승컵을 획득하지 못하였으나 리그 순위 5위를 기록하였다. 이어지는 1910-11 시즌에는 다시 풋볼 리그 1부에서 애스턴 빌라 FC에 1점 앞선 승점 52점 (시즌 총 38경기 22승 8무 8패)을 기록하여 우승하였다. 이 우승 이후로 약 40년간 유나이티드는 리그 우승컵을 들어올리지 못하는 가장 긴 침체기를 겪게 된다. 1911-12 시즌은 어니스트 맹널 감독이 유나이티드에서 머문 마지막 시즌으로 기록되며, 승점 37점 (시즌 총 38경기 13승 11무 14패)로 리그 13위에 머물렀다. 시즌이 끝난후 맹널은 맨체스터 시티의 감독이 되었다.

### 맨체스터 시티 FC
맹널은 맨체스터 유나이티드 FC에서 라이벌 팀인 맨체스터 시티 FC (맨시티)로 바로 건너갔다. 그가 맨체스터 유나이티드 FC에서 마지막으로 지휘한 경기는 1912년 9월에 치러진 맨체스터 더비 경기였다. 그 경기가 치러질 당시에는 이미 그가 맨시티의 감독이 될 것이라는 사실이 알려져 있는 상태였다. 이 경기에서 맨시티가 1-0으로 이겼는데, 당시 언론들은 맹널이 기분 좋은 표정을 짓고 있었다고 주장했다.
그는 1912년부터 1924년까지 12년간 맨체스터 시티 FC의 감독으로 일했으나, 실제로는 제1차 세계 대전으로 인해 8시즌동안 팀을 지휘했다. 그러나, 전쟁으로 인한 혼란스러운 상황에서도 그는 지역 토너먼트에서 좋은 성적을 유지하였다. 맹널이 최고의 성적을 거둔 시즌은 1920-1921이며, 이때 맨시티는 당시 잉글랜드의 최상위 리그였던 풋볼 리그 1부에서 2위로 시즌을 마쳤다.

### 평가
맨체스터의 축구사에 관한 책에서 맹널은 중요한 인물로 표현되곤 한다. 그 책에서 맨체스터 유나이티드가 올드 트래퍼드로 옮기고, 맨시티가 메인 로드로 옮겨 성장하게 되는 데 중대한 기여를 했다고 평가 되었다.

## 수상 경력

### 감독
맨체스터 유나이티드 FC
- 풋볼 리그 1부 (2): 1907-08, 1910-11
- FA 컵 (1): 1908-09
- FA 커뮤니티 실드 (2): 1908년, 1911년

## 감독 통계
| 팀                     | 국가     | 취임일         | 해임일         | 기록   | 기록 | 기록 | 기록 | 기록     |
| 팀                     | 국가     | 취임일         | 해임일         | 경기수 | 승   | 패   | 무   | 승률 (%) |
| ---------------------- | -------- | -------------- | -------------- | ------ | ---- | ---- | ---- | -------- |
| 번리 FC                | 잉글랜드 | 1899년 1월 1일 | 1903년 9월 1일 | 157    | 57   | 72   | 32   | 36.31    |
| 맨체스터 유나이티드 FC | 잉글랜드 | 1903년 9월 1일 | 1912년 9월 1일 | 471    | 242  | 139  | 90   | 51.38    |
| 맨체스터 시티 FC       | 잉글랜드 | 1912년 9월 1일 | 1924년 5월 1일 | 350    | 151  | 117  | 82   | 43.14    |
| 합계                   | 합계     | 합계           | 합계           | 978    | 450  | 328  | 204  | 46.01    |